# Jabokrukî, Tlumaci
Jabokrukî (în ucraineană Жабокруки) este un sat în comuna Hotîmîr din raionul Tlumaci, regiunea Ivano-Frankivsk, Ucraina.

## Demografie
Componența lingvistică a localității Jabokrukî
     Ucraineană (98,94%)
     Alte limbi (0,63%)
Conform recensământului din 2001, majoritatea populației localității Jabokrukî era vorbitoare de ucraineană (98,94%), existând în minoritate și vorbitori de alte limbi.